# Горелик, Леопольд Эммануилович
Горелик Леопольд Эммануилович ( 29 августа 1899, Рогачёв Могилёвской губернии — 26 декабря 1963, Киев) — советский экономист. Доктор экономических наук (1952), профессор (1955).

## Биография
Учился в Киевском университете (1918-1920). Окончил Киевский институт народного хозяйства (1928). В 1928-1938 преподавал политическую экономию и экономику промышленности в Киевском политехническом институте. С 1939 работал старшим научным сотрудником в Институте экономики АН УССР, в 1961-1963 зав. отделом экономики труда. В 1944-1952 заведующий кафедрой экономики и организации промышленности Киевского финансово-экономического института, одновременно в 1944-1947 — заведующий кафедрой экономики Киевского института лёгкой промышленности.

Руководил Научным советом по вопросам производительности труда при Гос. к-те Совета Министров УССР по координации научно-исследовательских работ.

## Научные труды
- «Производительность труда и организация заработной платы в швейной промышленности УССР». 1941;
- «Размещение и перспективы развития легкой и текстильной промышленности УССР». 1941;
- «Вопросы планирования промышленного предприятия». 1947;
- «Себестоимость продукции и пути её снижения в легкой промышленности УССР». 1956;
- «Вопросы экономики лёгкой промышленности Украинской ССР», К., 1956;
- «Питання економіки i планування промислового підприемства», Київ, 1959.
- «Экономическая эффективность внедрения новой техники в легкой промышленности». 1958